# ハロルド・ハワード
ハロルド・ハワード（Harold Clarence Howard、1958年-）は、カナダ連邦オンタリオ州ナイアガラフォールズ出身の総合格闘家。

## 来歴

### 初期の人生
オンタリオ州リッチモンドヒルで育ち、17歳の時に柔術会のスティーブ・レイノルズの下で柔術のトレーニングを始めた。1983年にナイアガラフォールズに転居し、ジェームズ・モーデン高校及びキリスト教青年会(YMCA)で空手と柔術を教えた。1984年に自分の教室を開き、競技者として活躍する傍ら、スポーツ空手やスポーツ柔術で世界レベルの弟子を何人も育てた。

### 柔術
1984年、カナダのスポーツ柔術の初代ヘビー級チャンピオンとなる。World Council of Ju-Jutsu Organizations (WCJO)主催の第1回世界柔術選手権では、ヘビー級で個人優勝したほか、カナダチーム（ヘビー級）も団体戦の金メダルを獲得した。

### 空手
1982年から1984年にかけて、カナダヘビー級空手選手権を3連覇している。1986年と1987年には、カナダのナショナルチームにも加わった。この時期は、カナダでトップクラスのスポーツ空手選手であった。
1988年に背中の手術で一線を退いたが、34歳だった1992年に復帰し、スポーツ空手の国内黒帯リーグで銀メダルを獲得した。無敗で決勝まで進んだが、怪我のために決勝の2試合を棄権せざるを得なかった。

### 総合格闘技
プロの戦績は1勝3敗、そのうちUFCでは1勝2敗であった。

## 私生活
既婚であり、息子2人と娘1人がいる。2009年まで、ナイアガラフォールズで護身術の小さな教室を開きつつ、屋根葺きの仕事を行っていた。
2009年12月22日、ハワードは2回の殺人未遂、2件の武器による暴行、警察からの逃走、自動車の危険運転、いたずら、逮捕後の2件の誓約違反等で起訴された。逮捕容疑の中には、自身の姉とその息子をハンマーで襲ったこと、また別居中の妻を連れ戻そうとしたこと、フォールズビューのカジノに自身の車で突っ込んだこと等が含まれると言われた。これらの罪により、懲役5年の刑を受けた。

## 戦績
| 総合格闘技 戦績 | 総合格闘技 戦績 | 総合格闘技 戦績 | 総合格闘技 戦績 | 総合格闘技 戦績 | 総合格闘技 戦績 | 総合格闘技 戦績 |
| --------------- | --------------- | --------------- | --------------- | --------------- | --------------- | --------------- |
| 4 試合          | (T)KO           | 一本            | 判定            | その他          | 引き分け        | 無効試合        |
| 1 勝            | 1               | 0               | 0               | 0               | 0               | 0               |
| 3 敗            | 3               | 0               | 0               | 0               | 0               | 0               |

| 勝敗 | 対戦相手             | 試合結果                     | 大会名                                 | 開催年月日    |
| ×    | ウゴ・デュアルチ     | 1R 0:29 ギブアップ（パンチ） | UVF 3 - Universal Vale Tudo Fighting 3 | 1996年8月14日 |
| ×    | マーク・ホール       | 1R 1:41 ギブアップ（打撃）   | UFC 7                                  | 1995年9月8日  |
| ×    | スティーブ・ジェナム | 1R 1:27 ギブアップ（パンチ） | UFC 3                                  | 1994年9月9日  |
| ○    | ロナルド・ペイン     | 1R 0:46 KO（パンチ）         | UFC 3                                  | 1994年9月9日  |